# Métallure olivâtre
Chalcostigma olivaceum
Espèce
Statut de conservation UICN

 LC  : Préoccupation mineure
Statut CITES
La Métallure olivâtre (Chalcostigma olivaceum) est une espèce de colibris de la sous-famille des Lesbiinae et de la tribu des Lesbiini.

## Distribution
La Métallure olivâtre est présente au Pérou et en Bolivie.

Carte de répartition de l'espèce